# Orchestre symphonique de Regina
L'Orchestre symphonique de Regina (Regina Symphony Orchestra en anglais) a été fondé par Frank Laubach à Regina en Saskatchewan au Canada en tant que la Société orchestrale de Regina (Regina Orchestral Society) en 1908 et a donné son concert inaugural le 3 décembre de la même année. En 1919, elle est devenue la Société chorale et orchestrale de Regina (Regina Choral and Orchestral Society) et a fusionné brièvement avec la Chorale de voix masculine de Regina (Regina Male Voice Choral) pour devenir l'Association philharmonique de Regina (Regina Philharmonic Association en 1924 avant de reprendre son statut indépendant en 1926 en tant que la Symphonie de Regina (Regina Symphony) et présenter sa première saison régulière en 1927-1928 sous la direction de W. Knight Wilson.